# Gârceni
Gârceni è un comune della Romania di 2 578 abitanti, ubicato nel distretto di Vaslui, nella regione storica della Moldavia. 
Il comune è formato dall'unione di 6 villaggi: Dumbrăveni, Gârceni, Racova, Racoviță, Slobozia, Trohan.